# Robert W. Clarke Trophy
Robert W. Clarke Trophy je trofej pro vítězný tým play off Západní konference American Hockey League. Dříve byla udělována vítězi Jižní konference a divize. Vítěz trofeje postupuje do závěrečného klání o Calderův pohár. Nejčastěji – sedmkrát – skončila trofej v rukách hráčů klubu Rochester Americans.
Trofej v názvu nese jméno bývalého předsedy představenstva AHL. Vítěz play off Východní konference je oceněn Richard F. Canning Trophy.

## Vítězné týmy západní konference
| Robert W. Clarke Trophy - vítězné týmy západní konference AHL |       |                                             |
| Tým                                                           | Počet | Roky                                        |
| Chicago Wolves                                                | 5     | 2001/02, 2004/05, 2007/08, 2018/19, 2021/22 |
| Texas Stars                                                   | 3     | 2009/10, 2013/14, 2017/18                   |
| Grand Rapids Griffins                                         | 2     | 2012/13, 2016/17                            |
| Houston Aeros                                                 | 2     | 2002/03, 2010/11                            |
| Milwaukee Admirals                                            | 2     | 2003/04, 2005/06                            |
| Rochester Americans                                           | 2     | 1998/99, 1999/00                            |
| Coachella Valley Firebirds                                    | 2     | 2022/23, 2023/24                            |
| Lake Erie Monsters                                            | 1     | 2015/16                                     |
| Utica Comets                                                  | 1     | 2014/15                                     |
| Toronto Marlies                                               | 1     | 2011/12                                     |
| Manitoba Moose                                                | 1     | 2008/09                                     |
| Hamilton Bulldogs                                             | 1     | 2006/07                                     |
| Wilkes-Barre/Scranton Penguins                                | 1     | 2000/01                                     |
| Philadelphia Phantoms                                         | 1     | 1997/98                                     |

- Poznámka - 2019/20 a 2020/21 play off nehráno kvůli pandemii koronaviru

Vítězové play off Jižní konference
- 1996/97 – Hershey Bears
- 1995/96 – Rochester Americans

Vítězové play off Jižní divize
- 1994/95 – Cornwall Aces
- 1993/94 – Cornwall Aces
- 1992/93 – Rochester Americans
- 1991/92 – Rochester Americans
- 1990/91 – Rochester Americans
- 1989/90 – Rochester Americans